# Reflexie oblică

Exemple de reflexii oblice

În geometria euclidiană reflexiile oblice generalizează reflexiile obișnuite, nefiind necesar ca reflexia să fie făcută folosind perpendiculare pe planul de reflexie. Dacă două puncte sunt reflexii oblice unul față de celălalt, ele vor rămâne în continuare așa la transformări afine⁠(d).
Fie un plan P în spațiul euclidian tridimensional. Reflexia obișnuită a unui punct A în spațiu în raport cu planul P este un alt punct, B, din spațiu, astfel încât punctul din mijlocul segmentului AB este în plan, iar AB este perpendicular pe plan. Pentru o reflexie oblică, în loc de perpendicularitate, se cere ca AB să fie paralelă cu o dreaptă de referință dată.
Formal, fie un plan P în spațiul tridimensional și o dreaptă L în spațiu care nu este paralelă cu P. Pentru a obține reflexia oblică a unui punct A în spațiu față de planul P, se trasează prin A o dreaptă paralelă cu L, reflexia oblică a lui A este punctul B de pe acea dreaptă de pe cealaltă parte a planului, astfel încât punctul de mijloc al lui AB să fie în P. Dacă dreapta de referință L este perpendiculară pe plan, se obține reflexia obișnuită.
De exemplu, fie planul P ca fiind planul xy, adică planul dat de ecuația z = 0 în coordonate carteziene. Fie direcția dreptei de referință L dată de vectorul (a, b, c), cu c ≠ 0 (adică L nu este paralelă cu P). Atunci reflexia oblică a unui punct (x, y, z) va fi
{\displaystyle \left(x-{\frac {2za}{c}},y-{\frac {2zb}{c}},-z\right).}
Noțiunea de reflexie oblică este ușor de generalizat la reflexia oblică față de un hiperplan afin din Rn cu o dreaptă de referință, sau chiar mai general, reflexie oblică în raport cu un subspațiu afín k-dimensional, cu un subspațiu afin (n − k)-dimensional  servind drept referință. Revenind la tridimensional, se poate defini reflexia oblică în raport cu o dreaptă, cu un plan servind drept referință.
O reflexie oblică este o transformare afină și este o involuție, ceea ce înseamnă că reflexia reflexiei unui punct este punctul însuși.